# 3853 Haas
3853 Haas este un asteroid din centura principală, descoperit pe 24 noiembrie 1981, de Edward Bowell.